# Венгерн (Веттер)
Венгерн — район города Веттера в Эннепе-Рур-Крайс, Северный Рейн-Вестфалия (Германия). До 1969 года был независимым муниципалитетом в районе Фольмарштайн.

## География
Район соответствует гемаркунгу Венгерн 1350, который имеет площадь около 6,89 км². Венгерн расположен в северо-западной части города Веттер в окружении (начиная по часовой стрелке с севера) — Виттен (гемаркунги Боммерн и Аннен), Хердекке (гемаркунгены Энде и Хердеке), Веттер (гемаркунгены Фольмарштайн и Грундшёттель), Эшборн и Виттен (гемаркунг Формхольц).
Самая высокая точка в Венгерне — 214 м — высота Эгге на границе с Эшборном. Самая низкая точка района составляет около 80 м (средний уровень воды в Руре на границе с Виттеном в природном заповеднике Рурауэ).
Часть межобщинной природоохранной территории Эльбшебах Виттен Боммерхольц вдоль Эльбше относится к району Венгерн. Кроме того, три ландшафтные природоохранные зоны: "Боммерхольц, Эльбшебах, Бёльберг, Брунсберг, «Брасберг, Хострайхберг, Ноккенбах, Эльбше, Теймбекке, Линденбекке, Штолленбах, Шлебушер Берг» и «Эльберг» находятся частично в Венгерне.

## История
Венгерн упоминается под именем Вингерн (Wyngern) около 800 года, во времена Карла Великого. Документально Венгерн впервые упоминается в 1003 году.
С 1 января 1970 года Венгерн включен в город Веттер законом о реорганизации Эннепе-Рурского района от 16 декабря 1969 г.. До этого Венгерн был муниципалитетом, принадлежавшим тогдашней администрации Фольмарштайна.

### История горнодобывающей промышленности
В районе Венгера существовало несколько угольных шахт, в том числе:
- Шахта Лилия, между Сандбергом и Блюменталом на границе с Эшборном.
- Шахта Маркана.

## Достопримечательности
В историческом центре Венгерна имеется несколько памятников архитектуры. К ним, в том числе, относятся евангелическая деревенская церковь Венгерна, Лаймкастен и усадьба Шлюкк. В фахверковом доме «Мюльхен» находится музей Генриетты Давидис (автора кулинарной книги), которая родилась в Венгерне и некоторое время здесь жила. Этот фахверковый дом стоит на месте бывшей дворянской резиденции Хаус Дёнхофф.

Другими сооружениями, перечисленными в списке памятников Веттера, являются виадук Эльбшеталь, железнодорожный виадук бывшей железнодорожной линии Эльбшетальбан, и входной портал в штольню Шлебушер Эрбштоллен в юго-восточной части Венгерна. 
- Церковь Венгерна
- Лаймкастен
- Двор Шлюкка
- Виадук Эльбшеталь
- Музей Генриетты Давидис

## Спорт
В Венгерне существует большая ассоциация под названием TuS Венгерн, которая насчитывает около 2000 членов и предлагает различные виды спорта, от гимнастики до футбола. В сезоне 2007/2008 футбольная команда под руководством тренера Дина Кашили играла в земельной лиге Штаффель 3 Вест. в 2018 году клуб был исключён из TuS Венгерн 1879 и вновь создан как SC Венгерн 5813. Он выступает в районной лиге A Hagen / Ennepe-Ruhr 1.

## Транспорт
Станция Венгерн Вест была действующей до 1979 года на закрытой ныне линии в Швельм. Музейный поезд «РуртальБан» курсирует между железнодорожным музеем Бохум-Дальхаузен и главным вокзалом Хагена через Венгерн-Ост. С 17 июня 1920 по 1942 год через Венгерн проходила трамвайная линия № 4, эксплуатируемая компанией Hagener Straßenbahn AG, и соединявшая тогда независимый муниципалитет Венгерн с городами Веттер, Хердекке и Хаген. В 1942 году был закрыт участок Венгерн — Веттер, а позднее — в Хердекке.

### Планирование
Проект сети пригородных электропоездов Эс-Бан-Цильнетц 2015 предполагал прокладку (восстановление) линии по левой стороне Рура от станции Веттер (Рур) до города Виттена. В этом случае Веттер Рур становился бы узловой станцией и восстанавливались станции Веттер-Венгерн Ост и Виттен-Боммерн Хоэ. Но после вступления в 2005 году в должность Оливера Виттке все целевые соглашения были пересмотрены. Необходимый новый Рурский мост был отклонен, так что Эс-Бан продолжает функционировать на традиционному пути на правой стороне реки.

## Персоналии
Личности, рожденные в Венгерне:
- Генриетта Давидис (Henriette Davidis) (1801—1876), автор популярной в Германии кулинарной книги.
- Эрнст Дипшлаг (Ernst Diepschlag) (1885—1953), металлург и преподаватель университета.
- Регина ван Динтер (Regina van Dinther) (* 1958), бывший политик, глава земельного правительства Северного Рейна-Вестфалии.
- Густав Кипенхойер (Gustav Kiepenheuer) (1880—1949), издатель.
- Рудольф Клостерманн (Rudolf Klostermann) (1828—1886), юрист.
- Адельберт Наторп (Adelbert Natorp) (1826—1891), богослов и писатель.
- Густав Наторп (Gustav Natorp) (1824—1891), учитель, горный чиновник и политик.
- Эдуард Шульте (Eduard Schulte) (1817—1890), арт-дилер и владелец галерей в Дюссельдорфе, Кёльне и Берлине.

Люди, которые работали в Венгерне:
- Генрих Косицки (1904—1972), бывший политик, бургомистр Венгерна.
- Альфред Эрнст фон Ниссен (1901—1978), инженер и фабрикант, умерший в Венгерне после нескольких лет жизни в посёлке.
- Карстен Рудольф (* 1962), бывший политик, председатель местного отделения СДПГ.

- Генриетта Давидис
- Регина ван Динтер
- Густав Наторп